# Хорольський районний краєзнавчий музей
Хорольський районний краєзнавчий музей — це науково-культурний осередок Хорольського району, заснований у квітні 1917 року відомим археологом і краєзнавцем Володимиром Павловичем Бірюковим.

У 2017 році до 100-річчя Хорольського районного краєзнавчого музею на фасаді будинку встановлено меморіальну дошку на честь засновника музею В.П. Бірюкова.

## Історія музею
Хорольський районний краєзнавчий  музей – це  науково-культурний   осередок Хорольського району, заснований у квітні 1917 року відомим археологом і краєзнавцем Володимиром Павловичем Бірюковим, який з лютого 1916 по серпень 1917 року служив у Хоролі та вивчав давню матеріальну культуру Полтавщини, історичне минуле нашого краю. Наслідком його досліджень і збирання стала унікальна за характером виставка старожитностей і української народної творчості, що склала основу для створення «Народного наукового музею у м. Хоролі, заснованого В.П. Бірюковим у 1917 році».
Приміщення, в якому розміщувався музей з 1917 року до 1937 року, не збереглося. У 1943 році при відступі нацистських окупантів будівля музею була спалена. 5 червня 1965 року у приміщенні Хорольської середньої школи №2 був  поновлений історико-краєзнавчий музей. Директором на громадських засадах став Хвиль М.М. – учитель історії. Після від'їзду його до Полтави, завідувала народним музеєм Безносик О.Г. – керівник історичного  гуртка.
Загальна кількість експонатів станом на 1968 рік, нараховувала 700 одиниць. Вони  увійшли до експозиції нинішнього краєзнавчого музею. 
Відновив Хорольський краєзнавчий музей Штомпель А.П. – вчитель-ентузіаст.
Напередодні знаменної дати – 50-річчя Дня Перемоги, 6 травня 1995 року, було урочисто відкрито нинішню експозицію музею. 
З 1995 по листопад 2015 року посаду завідувача Хорольським народним краєзнавчим музеєм обіймав Кривов’язко В.О.
З березня 2004 року, згідно рішення сесії Хорольської районної ради від 26 березня 2004 року, музей набув статус державного разом з філією – Новоаврамівським краєзнавчим музеєм, заснованим у травні 1959 року. З 2004 року музей отримав назву «Хорольський районний краєзнавчий музей». Згідно з додатком до Постанови Кабінету Міністрів від 12 вересня 2005 року № 889 Хорольський районний краєзнавчий музей внесено до переліку музеїв, в яких зберігаються музейні колекції і музейні предмети, що є державною власністю і належать до державної частини Музейного фонду України.

## Будинок музею

Меморіальна дошка В.П.Бірюкову

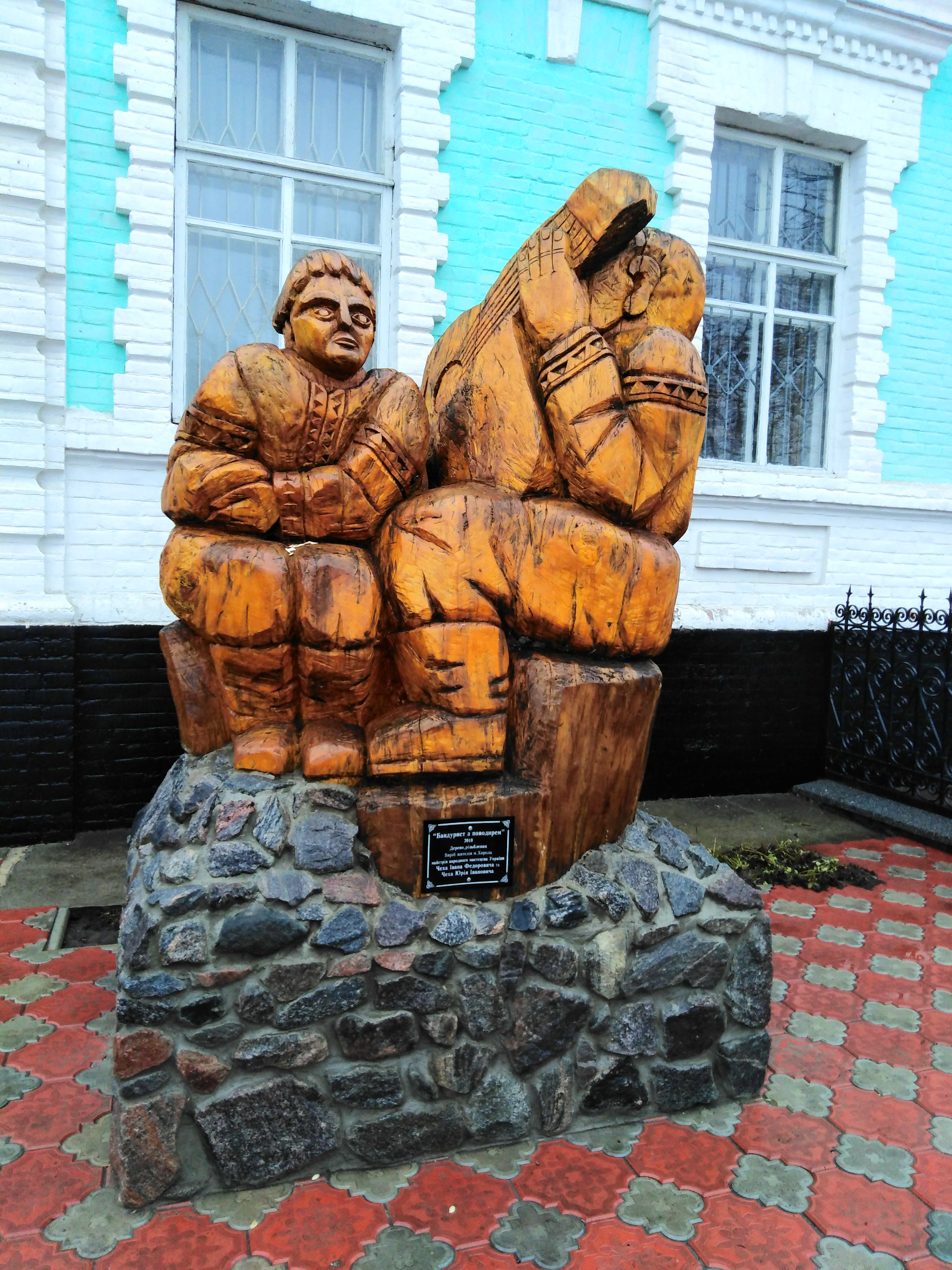
Композиція "бандурист з поводирем біля будівлі музею

У 1993 році під музей було передано будинок, який сам по собі є історичним пам’ятником архітектури міста. Це – одноповерховий будинок, збудований в кінці ХІХ – на початку ХХ ст., в стилі модерн, який по своїй архітектурі є окрасою сьогоднішнього міста. У 2017 році до 100-річчя Хорольського районного краєзнавчого музею на фасаді будинку встановлено меморіальну дошку на честь засновника музею В.П. Бірюкова.

## Постійна експозиція
Музей має відділи: «Природа», «Етнографія» та «Історія», що включає секції «Археологія», «Від Київської Русі до незалежності України» та зал звитяги «Пам’ятаємо. Перемагаємо».
Сьогодні колекції музею нараховують 4725 експонатів – це безцінні   археологічні знахідки на території Хоролу та його околиць від епохи  каменю до ХІХ ст. – зуб та бивень мамонта; скіфський та сарматський  кинджали, бронзовий ніж зрубної культури; амфори кримського виробництва; турецькі та козацькі люльки; зразки мистецтва XVII-ХІХ ст. Цікавим і самобутнім є етнографічний відділ, в якому представлені традиційні народні ремесла та промисли Хорольщини – бондарство, ковальство, прядіння, ткацтво, гончарні  вироби, вишиванки й рушники, килими і  плахти.
У музеї широко представлено розвиток спорту в районі, особливо мотоболу

## Науково-дослідницька робота
Музей не лише зберігає цінні історичні реліквії, але і проводить активну науково-інтелектуальну роботу з метою долучити підростаюче покоління, учнівську і студентську молодь любити свій рідний край, пишатися його історією знати своїх знаменитих і визначних земляків.

## Освітянська робота
Особливою увагою відвідувачів користуються виставки, на яких демонструються художні, декоративно-прикладні твори мистецтва місцевих народних  умільців, майстрів-різблярів  та вишивальниць.

## Галерея

Вітрина Археологія
Вітрина Етнографія
Експозиція присвячена мотоболу